# Xanthorhoe infantaria
Xanthorhoe infantaria là một loài bướm đêm trong họ Geometridae.